# ماشین‌های رنگرزی
ماشین‌های رنگرزی به دستگاه‌هایی اطلاق می‌گردد که جهت رنگرزی صنعتی مورد استفاده قرار می‌گیرد. ماشین‌های رنگرزی نخستین از وسایل بسیار ساده‌ای تشکیل می‌شدند ولی به مرور زمان پیشرفت‌های قابل ملاحظه‌ای در این صنعت به وجود آمد و برای رنگرزی، ماشین‌های مدرن و خودکار ساخته شدند.
به عنوان مثال امروزه در صنعت نساجی، ماشین رنگرزی ژیگر هوایی به دلیل سرعت عمل بالاتر، مصرف رنگ کمتر و همچنین کیفیت مرغوب تر، کاربرد بیشتری پیدا کرده‌است.

## قسمت‌های مختلف یک ماشین رنگرزی

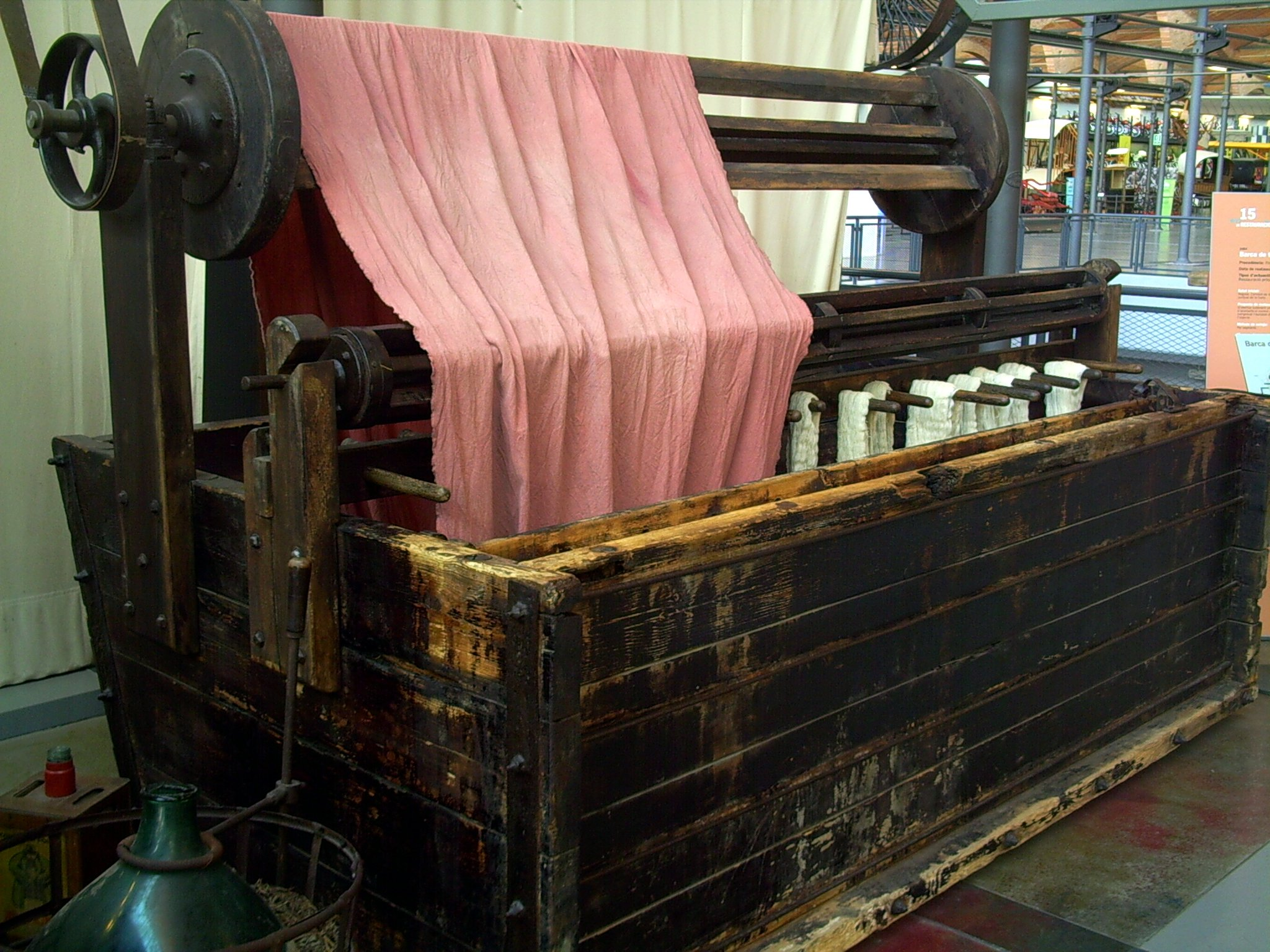
ماشین رنگرزی ژیگر قدیمی

به‌طور کلی یک ماشین رنگرزی نوین شامل قسمت‌های زیر می‌باشد:
- مخزن اصلی برای قرار گرفتن محلول ماده رنگزا و کالا
- وسیله حرکت دهنده کالا یا محلول
- سیستم بارگیری و تخلیه
- مخزن جدا برای افزودن ماده رنگزا و مواد شیمیایی به مخزن اصلی
- سامانه کنترل‌کننده درجه حرارت و فشار[۱]

## ویژگی‌های یک ماشین رنگرزی
- بین کالا و محلول رنگرزی تحرک نسبی ایجاد کند.
- جنس ماشین‌های رنگرزی باید مناسب باشد.
- مجهز به دستگاه‌های کنترل حرارت و فشار باشد.
- نسبت حجم حمام رنگرزی به وزن کالا مناسب باشد.
- در مخزن دریچه‌های ورودی و خروجی محلول مناسب باشد.[۱]

## ایجاد تحرک نسبی بین کالا و محلول رنگزی

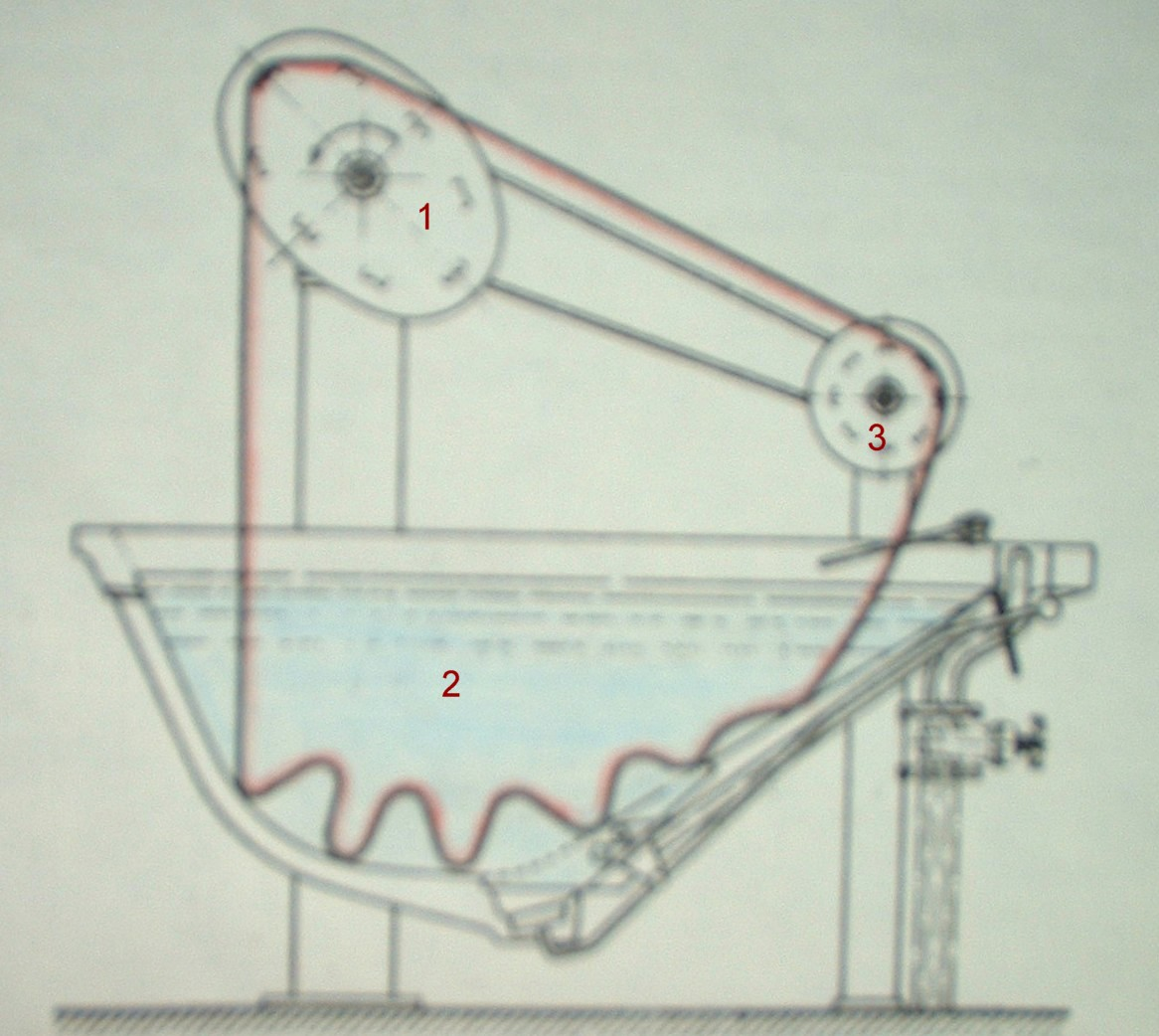
ایجاد تحرک نسبی بین کالا و محلول رنگرزی باعث یکنواخت رنگ شدن کالا می‌گردد.

در هر ماشین رنگرزی باید دستگاهی یا وسیله باشد که بین الیاف و محلول رنگرزی حرکت نسبی به وجود آورد. افزایش حرکت نسبی بین لیف و مایع رنگرزی باعث دو اثر مهم در رنگرزی می‌گردد. این دو اثر عبارتند از:
1. ماده رنگزای بیشتری جذب کالا شده و جذب رنگ افزایش می‌یابد.
2. مواد رنگزا در تمام نقاط کالا به‌طور یکنواخت جذب شده و یکنواختی رنگرزی افزایش می‌یابد.

ماشین‌های رنگرزی بر حسب حرکت نسبی آن‌ها به سه دسته تقسیم می‌شوند که این سه دسته عبارتند از:
1. کالا متحرک متحرک و محلول رنگرزی ثابت مانند ماشین‌های رنگرزی وینچ و ژیگر
2. محلول رنگرزی متحرک و کالا ثابت مانند ماشین‌های رنگرزی الیاف نرشته و بیم
3. کالا و محلول رنگرزی هر دو متحرک، مانند ماشین رنگرزی جت[۱][۳]

### جنس ماشین‌های رنگرزی
به دلیل آنکه در ماشین‌های رنگرزی انواع مواد شیمیایی از قبیل اسیدها، بازها و... به کار می‌روند، بدنه آن‌ها در معرض خوردگی و تغییرات نامطلوب قرار می‌گیرند. عمر یک ماشین رنکرزی به میزان بسیار زیادی به جنس آن بستگی دارد. امروزه از فولاد ضد زنگ با روکش تفلون، در تهیه ماشین‌های رنگرزی استفاده می‌کنند.